# Obrium rufulum
Obrium rufulum är en skalbaggsart som beskrevs av Charles Joseph Gahan 1908. Obrium rufulum ingår i släktet Obrium och familjen långhorningar. Inga underarter finns listade i Catalogue of Life.